# ホルスト・ヴェッセル

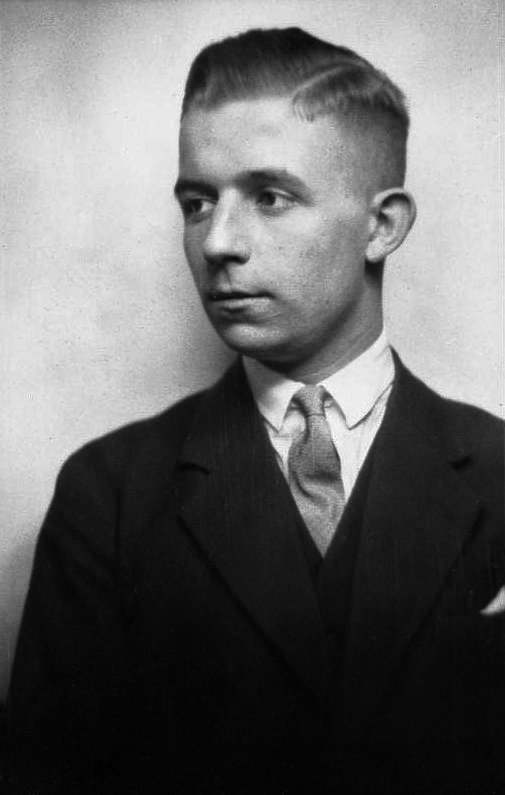
1929年のホルスト・ヴェッセル

ホルスト・ルートヴィヒ・ゲオルク・エーリヒ・ヴェッセル（Horst Ludwig Georg Erich Wessel、1907年10月9日 - 1930年2月23日）は、ドイツの政党国民社会主義ドイツ労働者党（ナチ党）の突撃隊員。階級は突撃隊少尉（SA-Sturmführer）。
ドイツ共産党の戦闘部隊赤色戦線戦士同盟の隊員に射殺されたため、ナチ党の「殉教者」として英雄化された。彼がヨーゼフ・ゲッベルスの新聞『デア・アングリフ』に投稿した詩は、後にナチ党歌「旗を高く掲げよ」の歌詞に採用されたため、その「作詞者」とされている。この歌は「ホルスト・ヴェッセル・リート（Horst-Wessel-Lied、ホルスト・ヴェッセルの歌の意）」とも知られている。

## 生涯

### 生い立ち

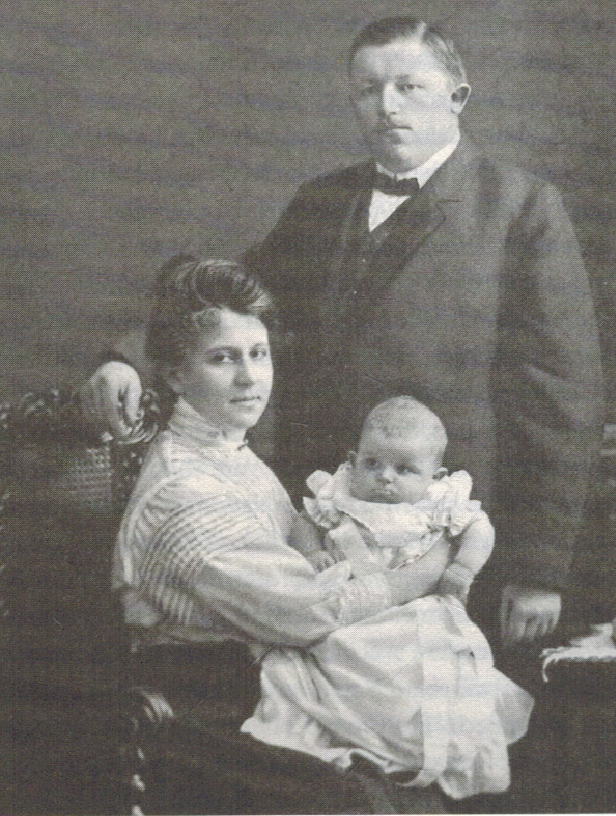
1907年、赤ん坊の頃のホルスト・ヴェッセル

1907年10月9日、福音主義教会の牧師であるルートヴィヒ・ヴェッセル博士とその妻マルガレーテ（旧姓リヒター）の息子としてヴェストファーレンのビーレフェルトに生まれた。
1913年、牧師であった父がベルリン最古の教会であるニコライ教会 (ベルリン)に赴任するに伴いベルリンへ移住。1923年に保守政党ドイツ国家人民党の青年組織である「ビスマルク青年団」へ加入し、同年ヘルマン・エアハルト指揮下の「ヴィーキング同盟」にも加入するなど、保守系・右派系の団体に関わった。

### ナチ入党
1926年ベルリン大学法学部に入学し、同年12月17日には国家社会主義ドイツ労働者党（ナチス）および突撃隊に加入した。1928年に大学を退学し、タクシー運転手などの仕事で生計を立て始めた。

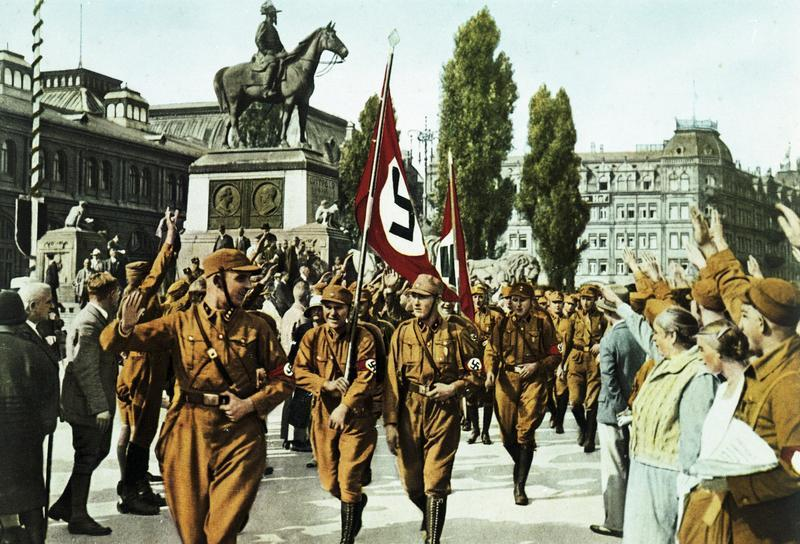
ニュルンベルクで突撃隊の部隊を率いて行進するヴェッセル（1929年）

ベルリンの突撃隊第4連隊第1中隊に配属されると頭角を現し、1929年には同中隊の第54小隊長となった。また同年には同小隊は第4連隊第5中隊に昇格し、本人も中隊長に昇進した。同中隊が管轄するフリードリヒスハイン区はドイツ共産党の牙城でもあった。

### 殺害

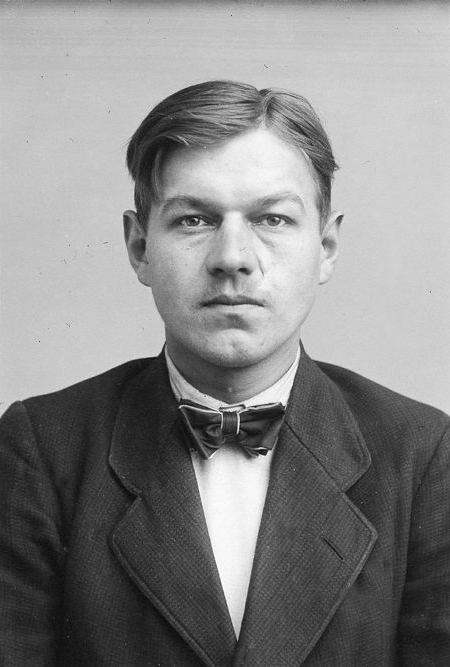
ヴェッセル殺害犯のアルブレヒト・ヘーラー

1930年1月14日にヴェッセルは、共産党の準軍事組織赤色戦線戦士同盟の隊員であるアルブレヒト・ヘーラーに銃で撃たれた。ヴェッセルは搬送先の病院で生死の境を彷徨った後、2月23日に敗血症のため22歳で死亡した。
この事件については概ね次のような経緯であったといわれる。ヴェッセルは娼婦のエルナ・イェニヒェン と愛人関係になって、フランクフルト街にあるエリザベート・ザルム（Elisabeth Salm）未亡人の家に2人で下宿して同棲生活を送っていた。ザルム未亡人が「今は2人で生活しているのだから」と2人分の家賃を要求したところ、ヴェッセルはそれを拒否した。そこで、亡夫が赤色戦線戦士同盟の隊員であったザルムは顔が利いたので、同隊員のヘーラーにヴェッセルに対する「プロレタリア的譴責」を依頼した。
しかし、政治思想上ヴェッセルと敵対関係にあったヘーラーは、家賃取り立てそっちのけで殺害することを決意し、エルヴィン・リュッケルト（Erwin Rückert）とともにヴェッセルの部屋に向かい、ドアをノックした。彼がドアを開けたところをヘーラーがヴェッセルの頭めがけて銃を撃ち、その銃弾が口を貫通した。

### 殉教者
ヴェッセルはナチ党ベルリン大管区指導者ヨーゼフ・ゲッベルスが発行していた新聞『デア・アングリフ』に政治詩を投稿していたため、この事件は彼の関心を引いた。ゲッベルスはただちにヴェッセルを殉教者として徹底的に英雄化するキャンペーンを行い、彼が書いた詩を歌詞として「旗を高く掲げよ」を作曲させた。そしてヴェッセルがまだ生存している2月7日の段階で早くもスポーツ宮殿での党集会においてそれを歌わせている。
一方共産党は、銃撃事件の翌日にも「事件はヒモ同士のもめ事で、ヴェッセルはヒモだった」と総括した。実際にはヴェッセルは売春婦と同棲していただけで、ヒモではなかったが（なお、ヘーラーは本当にヒモだった）、共産党としては事件に党の運動上の対立の面があることを隠蔽し、私的対立ということにして片づけたい思惑があった。

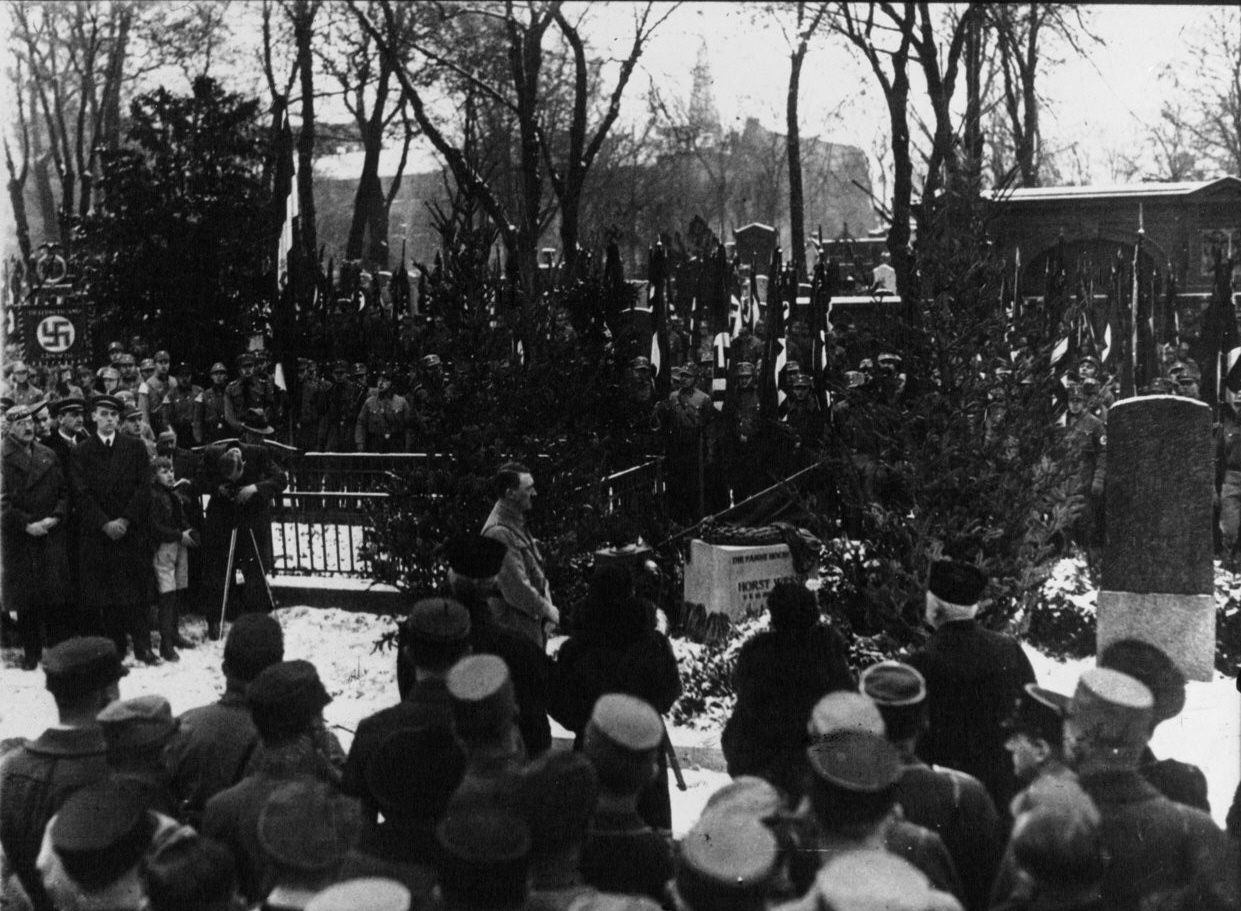
1933年1月22日、ヴェッセルの墓参を行うアドルフ・ヒトラー

3月1日には、ゲッベルスがヴェッセルの葬儀を行ったが、共産党員たちが「ヒモのヴェッセルに最後のハイル・ヒトラー」と葬儀を馬鹿にした横断幕を掲げたり、墓地の外から投石するなどの妨害を行った。ゲッベルスは、その時の情景をパセティックに次のように日記に書いている。
ナチ党党首アドルフ・ヒトラーは、事件当時にヴェッセルが党の英雄になるなどとは露ほども思っておらず、ゲッベルスがいつもどおり死んだ突撃隊員を手当たり次第に殉教化しているだけだろうと冷めた目で見ていた。そのため、ヴェッセルの葬儀にも出席していない（ヒトラーはヴェッセルが英雄化された後になってようやく墓参りした）。
結局のところ、ヴェッセルの伝説はナチ党が意図して広めたというよりも、共産党が自身と無関係であることを強調するために「ヴェッセルはヒモ」という大宣伝を行い、それに反発したナチ党が一層彼の殉教者化を行い、その派手な宣伝戦の末に生まれた産物だったといえる。その意味においてホルスト・ヴェッセル伝説はナチ党と共産党の合作物だった。

### 改名
ナチ党が政権を掌握した後、ヴェッセルが死亡した病院は「ホルスト・ヴェッセル病院」と改名され、さらにベルリン・フリードリヒスハイン区には「ホルスト・ヴェッセル市」なる栄誉称号が付され、また彼の名前にちなんだ地名変更も相次いだ。犯人のヘーラーは1933年9月にフランクフルト・アン・デア・オーダーで射殺されている。
ヴェッセルと父の墓はベルリン・パンコウ区の聖マリア及び聖ニコライ墓地1号にあった。この墓石はドイツ再統一後、極右による巡礼、さらに極左による破壊行為の対象となり、2013年に撤去された。